# Agglomération transfrontalière Blagovechtchensk-Heihe

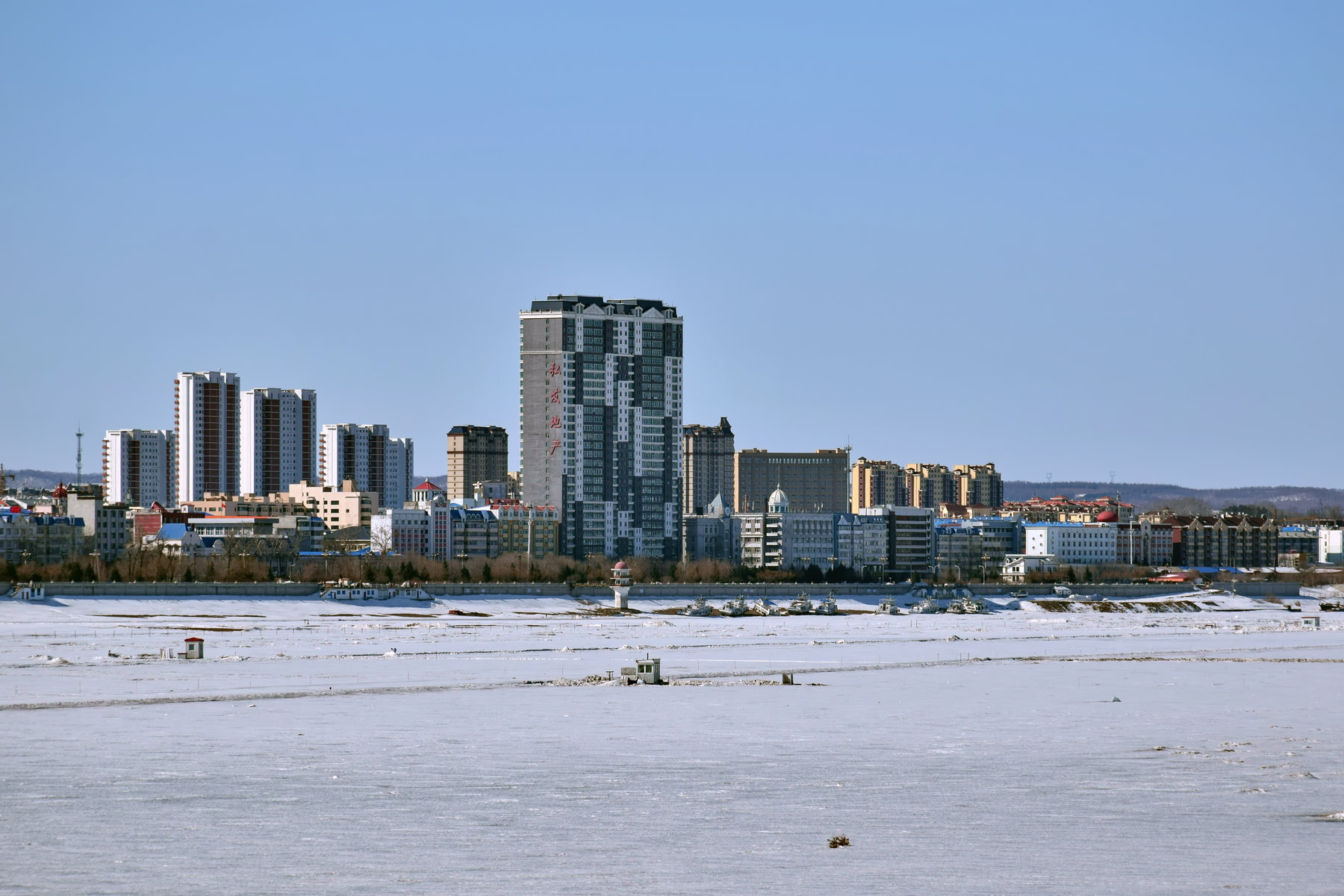
Le fleuve Amour et la ville chinoise de Heihe

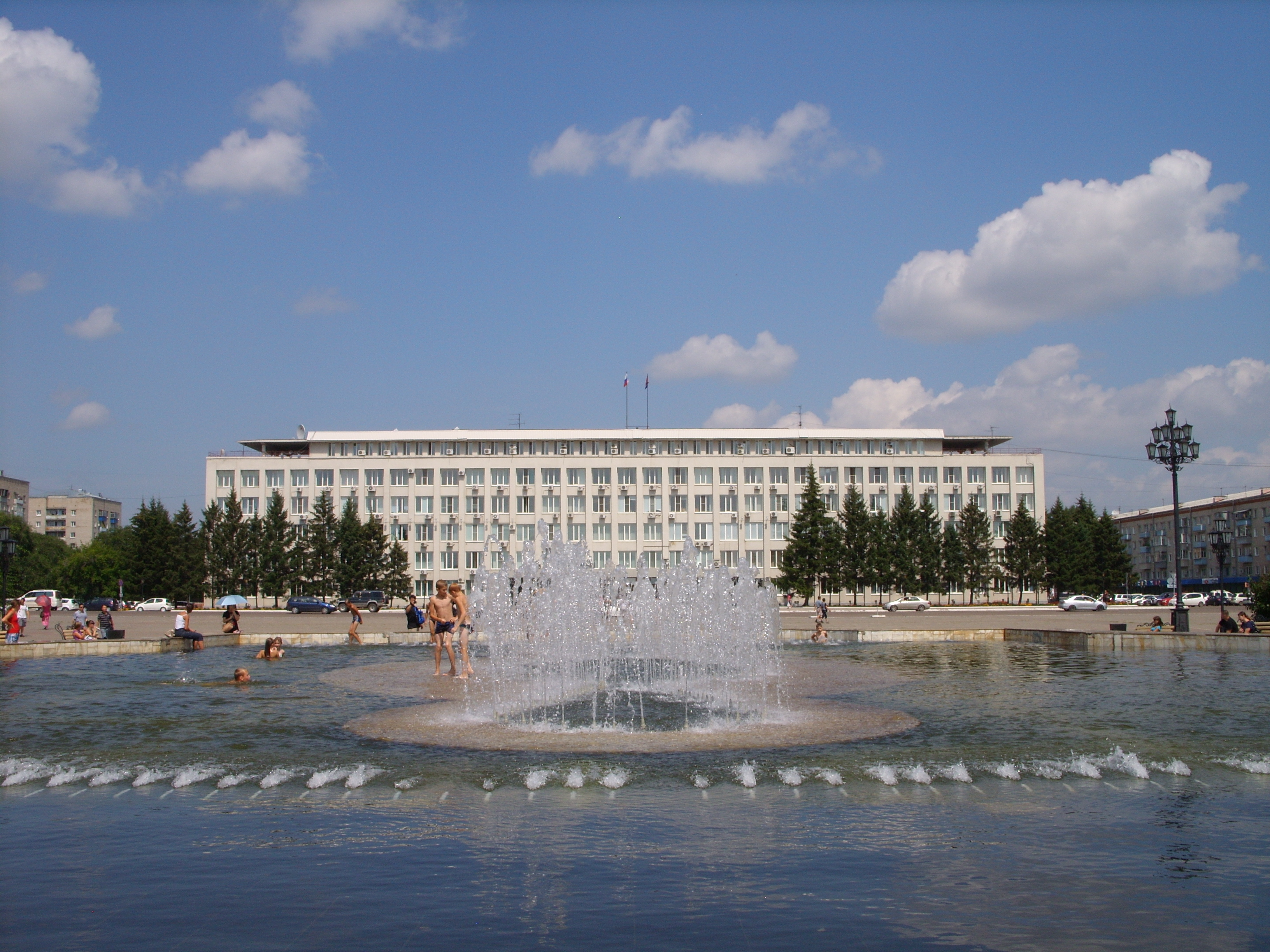
Blagovechtchensk en 2011, bâtiment administratif

L'agglomération transfrontalière Blagovechtchensk-Heihe (en russe : Трансграничная агломерация Благовещенск — Хэйхэ) est une agglomération située sur la frontière russo-chinoise comprenant deux villes : la ville de Blagovechtchensk (centre administratif de l'oblast de l'Amour en fédération de Russie) et la ville-préfecture de Heihe (circonscription urbaine en république populaire de Chine). Sur le territoire de la fédération de Russie l'agglomération comprend également les villages limitrophes de : Kanikourgan, Tchigiri (ru) et Verkhneblagoveshchensk (ru).
Le nombre d'habitants des villes de Blagovechtchensk et Heihe est approximativement le même, mais elles sont séparées par le fleuve Amour dont la largeur à cet endroit est d'environ 800 mètres. La population de l'agglomération est de 454 390 habitants et la superficie de 1 786 km2.
| Municipalité                   | Superficie, km² | Population |
| ------------------------------ | --------------- | ---------- |
| ville Blagovechtchensk         | 320,97          | 231 342    |
| village Verkhneblagoveshchensk | 2,609           | 713        |
| village Kanikourgan            | 1,23            | 231        |
| village Tchigiri               | 18,876          | 11 104     |
| raïon Heihe                    | 1443            | 211 000    |

## Particularités
L'agglomération Blagovechtchensk-Heihe est la plus grande agglomération transfrontalière de la fédération de Russie. Sur toute la longueur de la frontière entre la Chine et la Russie, c'est le seul emplacement où deux villes sont voisines. D'autres lieux de peuplement voisins existent, mais sont constitués de plus petites villes. Blagovechtchensk est l'une des rares villes de la fédération de Russie à être située directement sur la ligne frontière de deux États.
Depuis plus de trente ans, cette situation a permis aux deux pays d'entretenir des relations qui sont mutuellement bénéfiques.

## Histoire de l'agglomération
En 2009, Blagovechtchensk et Heihe ont signé un accord de relations de jumelage. Depuis lors, des activités conjointes sont organisées chaque année, non seulement avec la participation des deux pays, mais de pays du monde entier. Sur base de leur expérience de la coopération internationale et grâce à la création de nouvelles infrastructures de transport, l'administration de la ville de Blagovechtchensk, le gouvernement du raïon de Blagovechtchensk et le gouvernement populaire de la ville du district de Heihe ont pris la décision de travailler ensemble au développement de l'agglomération transfrontalière.
Le 24 mai 2019, l'adjoint au maire de la ville de Blagovechtchensk, M. Nojenkine, le chef du raïon de Blagovechtchensk, E. Sedykh et le secrétaire adjoint du comité du Parti communiste chinois du district de la ville de Heihe, Soun Heni ont signé un accord de coopération lors de l'élaboration d'une stratégie transfrontalière de l'agglomération.
En mai 2019, le projet Agglomération transfrontalière de Blagovechtchensk-Heihe a été présenté lors de l'exposition-forum international AmourExpoForum-2019, qui a eu lieu à la foire économique de Harbin.
Le projet Agglomération transfrontalière Blagoveschtchensk-Heihe est mis en œuvre dans la cadre du jumelage de l'Union économique eurasiatique (ЕАЭС) et de l'initiative chinoise de la Nouvelle route de la soie (également appelé : Une ceinture, une route) .
Cette agglomération des deux villes devrait devenir une zone de coopération économique exemplaire entre la république populaire de Chine et la fédération de Russie, ainsi qu'un nœud routier important dans la mise en œuvre des programmes de création du corridor Russie-Mongolie-Chine.

## Infrastructures

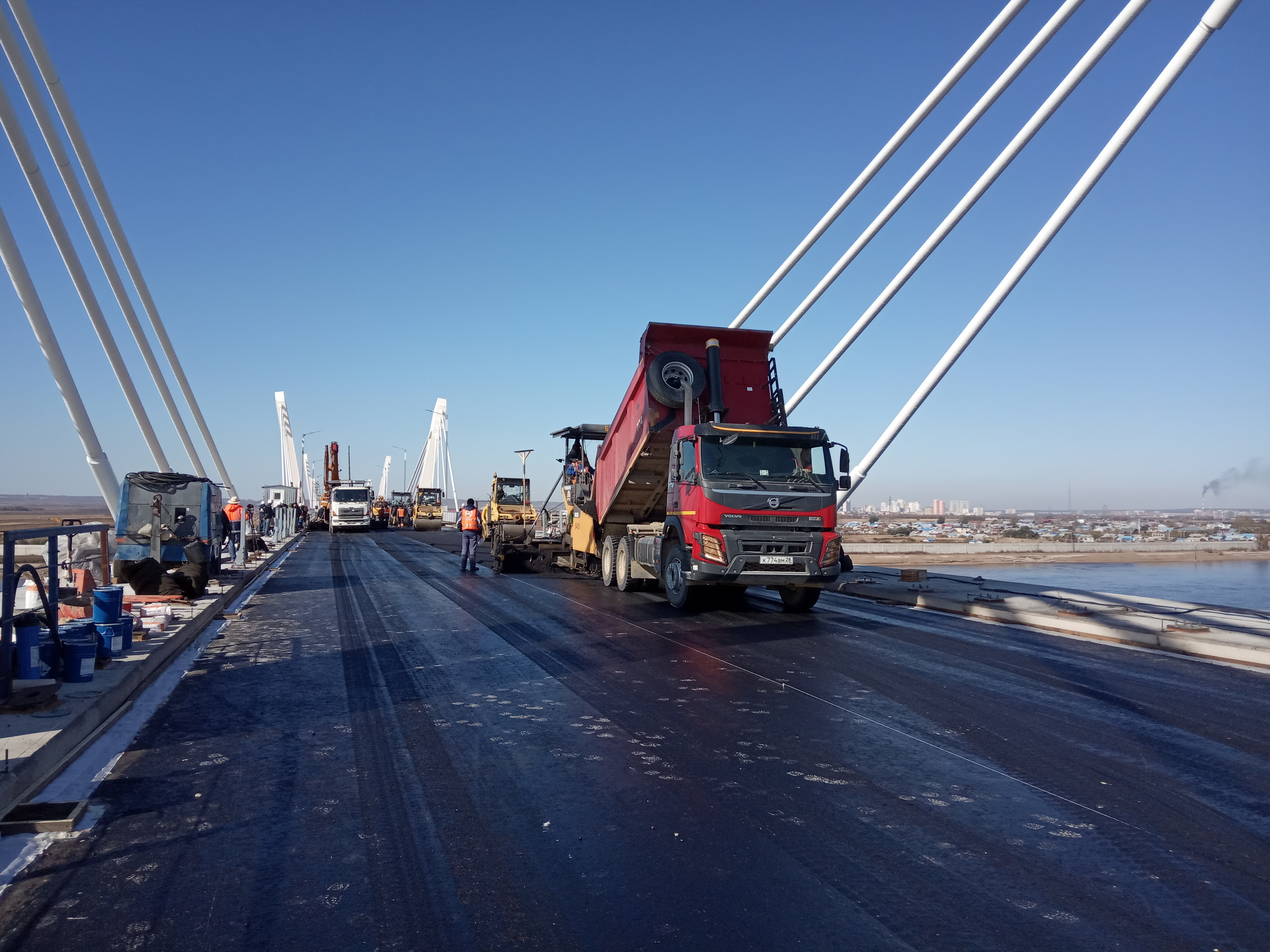
Asphaltage du pont sur l'Amour

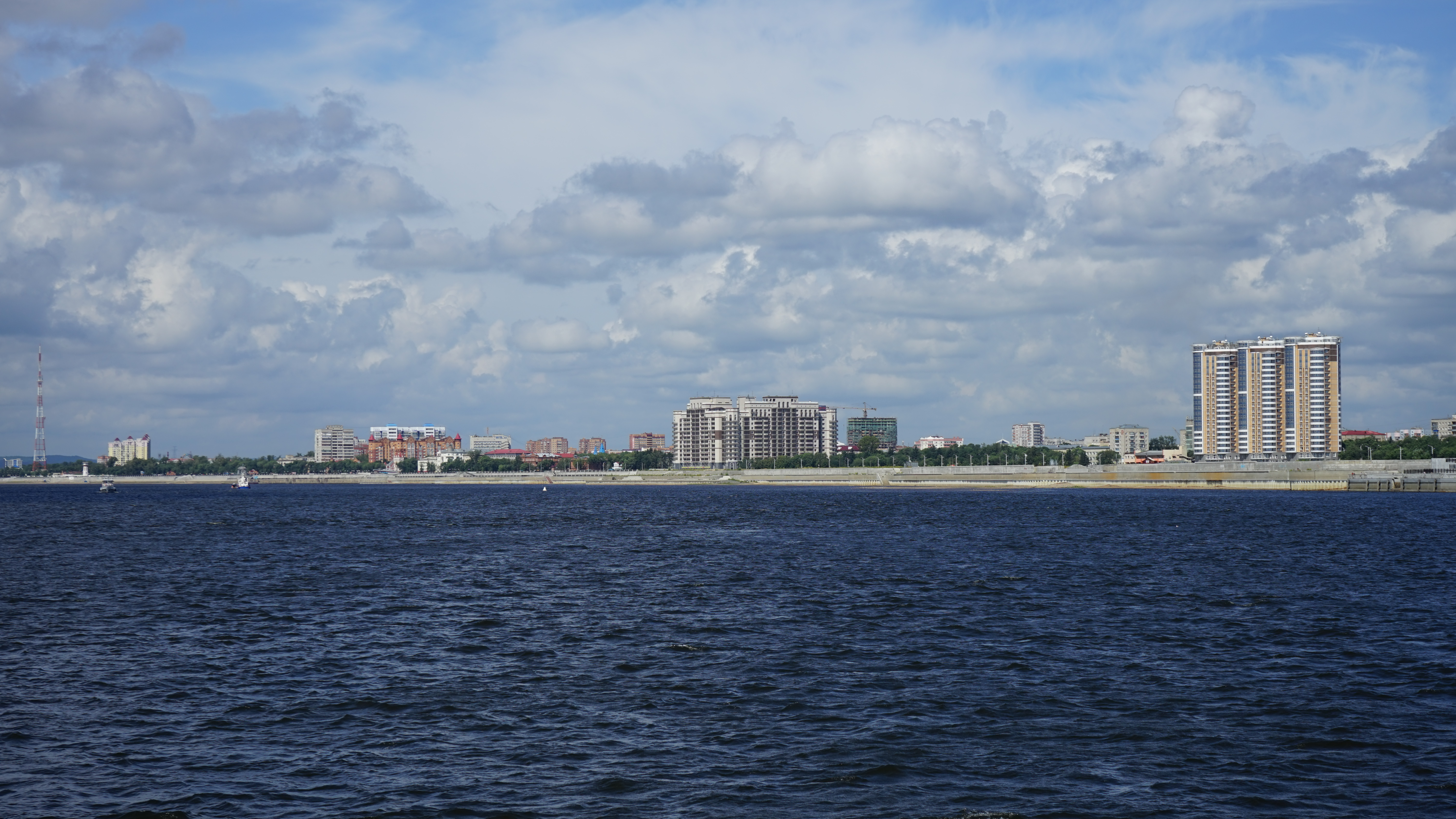
emplacement du pont en construction sur le fleuve Amour entre Blagovechtchensk et Heihe 客轮远眺布拉戈维申斯克4-2017

En 2016, près de Kanikourgan, a débuté la construction du pont Blagovechtchensk-Heihe transfrontalier sur le fleuve Amour. Le 31 mai 2019, a eu lieu l'amarrage russe et chinois des pièces du pont, et, à la fin du mois de novembre 2019, la construction du pont a été achevée. Le lancement du transport de marchandises était prévu pour avril 2020 et à la mi-2021 il est prévu d'ouvrir un passage permanent pour les passagers. Selon les prévisions des experts, dès 2025, la capacité du pont pour les passagers sera de 1,9 million et pour les marchandises de 4 millions de tonnes.
En juillet 2019, a commencé la construction du téléphérique de l'agglomération transfrontalière de Blagovechtchensk-Heihe , au-dessus du fleuve Amour. La longueur prévue du parcours sera de 973 mètres, la durée du déplacement entre les deux extrémités sera de 6 minutes. Le nombre de passagers à l'heure sera de 457 unités, soit par jour 6-7 mille personnes, Du côté russe, le terminal comprendra 4 niveaux suivant le projet du bureau d'architectes néerlandais Bureau UNStudio, la superficie s'élèvera à 4,9 ha. Des points de contrôles et des zones commerciales feront partie de l'ensemble.
Dans les années 2019 à 2021, il est prévu de reconstruire le complexe aéroportuaire comprenant une nouvelle piste d'atterrissage et un nouveau terminal et de moderniser l'ensemble de l'infrastructure portuaire.

## Régime des visas
Les citoyens de la fédération de Russie peuvent entrer dans Heihe selon un système simplifié de formalités et y séjourner jusqu'à 30 jours sans visa.
Si la ville de Blagovechtchensk reçoit le même statut que le port franc de Vladivostok, les résidents auront la possibilité de faire usage du régime de franchise de droits et d'impôts dans une zone douanière libre. Pour les ressortissants étrangers, le système d'entrée sera simplifié et permettra de faire des séjours de huit jours.
Il est de même prévu que sur le territoire de Heihe sera instaurée une zone économique où les marchandises transiteront en franchise de droits de douane.

## Liens sociaux interculturels
Blagovechtchensk et Heihe organisent chaque année des échanges multiples d'enfants dénommés Pont de l'Amitié. Environ 22 000 enfants russes et chinois ont participé à ces échanges depuis les années 1990 à nos jours.
À partir de 2016, se déroule chaque année le festival international de la créativité des enfants appelé Enfance sur l'Amour. Dès 2017-2018, le festival se déroule sur les deux rives du fleuve avec l'accord du gouvernement populaire de Heihe.
En 2017, est créé un orchestre international, devenu la carte de visite de l'agglomération de Blagovechtchensk et Heihe. Durant plusieurs années s'est tenu un festival russo-sino-mexicain Au carrefour de trois cultures, qui a montré le niveau de maîtrise chorégraphique de l'ensemble Rovesniki, et d'ensembles de Chine et du Mexique.
Depuis plus de 10 ans se tient à Blagovechtchensk et Нeihe le Forum international de la jeunesse russo-chinoise, qui a permis aux jeunes des deux villes de trouver des partenaires pour des projets novateurs dans le domaine des nouvelles technologies, du commerce transfrontalier, de l'économie, de la culture, etc.
En juin 2019, a eu lieu l'anniversaire du festival international Foire russo-chinoise de la culture et de l'art. Chaque année le festival donne lieu à des échanges de groupes créatifs, d'artistes, à des expositions auxquels participent des délégations de Russie et de Chine.
Depuis de nombreuses années, des compétitions internationales de badminton, de marche nordique, de basket-ball, de volley-ball, de hockey ont lieu dans les deux villes avec le soutien des autorités municipales. Des équipes des villes chinoises de Heihe, Wudalianchi, Harbin, Pekin y participent.